# Fedenatur
FEDENATUR est l'Association Européenne de Parcs Périurbains, qui sont des parcs naturels, fluviaux et agricoles situés dans les zones métropolitaines et périurbaines.
De par leur emplacement, ce type de parcs joue un rôle important.
FEDENATUR a été créée en 1997 à la suite du 2e Symposium sur les zones naturelles dans les aires métropolitaines et périurbaines, qui a eu lieu à Barcelone en 1995 et qui a été inspiré par le Sommet de la Terre de Rio de 1992. Il est alors apparu nécessaire de mettre en place un réseau d'échanges entre les gestionnaires de sites périurbains à l'échelle européenne.
Plus de 75 % de la population européenne vit dans des zones urbaines et périurbaines. Contrairement aux «parcs nationaux» généralement situés loin des zones urbaines densément peuplées et conçus exclusivement pour la conservation, les espaces naturels dans les zones périurbaines doivent maintenir la biodiversité tout en accueillant un public plus large.
Le siège de FEDENATUR est placé au bureau technique du Parc naturel de la Serra de Collserola, un espace naturel situé au cœur de l’aire métropolitaine de Barcelone.

## Projets
FEDENATUR a promu et participé à trois projets européens Interreg comme un moyen de favoriser les échanges techniques et la sensibilisation sur le concept de parcs périurbains.
FEDENATUR a également mené deux enquêtes : la première (en 2004) pour identifier les parcs périurbains et la liste de leurs fonctions (environnementale, sociale, économique); la seconde (2009-2012) pour analyser plus en profondeur les caractéristiques des différents parcs périurbains concernant la gestion, l'utilisation sociale et l’équipement.
FEDENATUR a rejoint en 2005 le Forum européen des habitats (EHF), qui rassemble des organisations européennes de conservation de la nature de premier plan pour fournir des conseils sur la mise en œuvre et le développement futur de la politique de biodiversité de l’UE.
En 2008, FEDENATUR a promu une recommandation - qui a été approuvée - au Congrès mondial de l'UICN en faveur de la protection des espaces naturels périurbains autour des villes et des régions métropolitaines.
FEDENATUR contribue actuellement, à travers différents documents et mécanismes, à la stratégie actuelle d'infrastructure verte de la Commission européenne.

## Parcs périurbains européens membres de FEDENATUR
- Parc Natural de la Serra de Collserola - Barcelona
- Grand parc de Miribel-Jonage - Lyon
- Parco Agricolo Sud Milano - Milano
- Anillo Verde de Vitoria-Gasteiz - Vitoria-Gasteiz
- Forêts rhénanes périurbaines - Strasbourg
- Parque Florestal de Monsanto - Lisboa
- Arche de la nature - Le Mans
- Xarxa Parcs Naturals Barcelona - Barcelona Province
- Espaces Nature de Tours - Tours
- Parco di Portofino - Genova
- Espace Naturel Lille Métropole - Lille
- RomaNatura - Roma
- Parc de l’Espai d’Interès Natural de Gallecs - Mollet del Vallès
- Forêt de Soignes - Sonian Forest - Bruxelles
- Parco Nord Milano - Milano
- Aree protette del Po e della Collina Torinese - Torino
- Espaces Verts Seine-Saint-Denis - Bobigny, Paris
- Parco di Montemarcello-Magra - Sarzana
- Red de Espacios Naturales Protegidos de Andalucía
- Parc agrari de Sabadell - Parc Fluvial del Ripoll - Sabadell
- Parc Devesa-Albufera - Valencia
- Parco della Piana - Firenze
- Communauté d'agglomération Grenoble Alpes Métropole
- Parco delle Groane - Milano
- Mount Hymettus Aesthetic Forest - Athens, Attica
- Parco fluviale Gesso e Stura - Cuneo
- SPAY - Union for the Protection and Development of Hymettus Mountain - Vyronas, Attica
- Metropolitan Association of Upper Silesia - Katowice
- Natural Park Drahán - Troja, Praha

## Liens Externes
Site officiel de FEDENATUR

Site officiel de l’Union Internationale pour la Conservation de la Nature (UICN)

Purple - Peri-urban regions platform Europe (anglais)

Charte sur l’agriculture périurbaine